# Secretario del Ejército de los Estados Unidos
El secretario del Ejército de los Estados Unidos (en inglés: United States Secretary of the Army; SECARMY) es miembro del Departamento de Defensa y jefe del Departamento del Ejército, estando encargado del ejército de tierra de EE. UU. Su actual titular es Daniel Driscoll, 26.ª secretario.
El secretario del Ejército es nominado por el presidente de los Estados Unidos y confirmado por el Senado de los Estados Unidos. El secretario es un funcionario que no pertenece al gabinete y está subordinado al secretario de Defensa de los Estados Unidos. Este puesto fue creado el 18 de septiembre de 1947, en reemplazo del secretario de Guerra de los Estados Unidos, cuando el Departamento de Guerra de los Estados Unidos se dividió en el Departamento del Ejército y el Departamento de la Fuerza Aérea.

## Función y responsabilidades
La alta dirección del Ejército está formada por dos civiles; el secretario del Ejército y el subsecretario del Ejército—y dos oficiales militares de rango de cuatro estrellas—el jefe de Estado Mayor del Ejército de los Estados Unidos y el vicejefe del Estado Mayor.
El secretario del Ejército es en efecto el director ejecutivo del Departamento del Ejército, y el jefe de personal del Ejército trabaja directamente para el secretario. El secretario presenta y justifica las políticas, planes, programas y presupuestos del Ejército al secretario de Defensa, a otros funcionarios del poder ejecutivo y a los comités de defensa congresional. El secretario también comunica las políticas, planes, programas, capacidades y logros del Ejército al público. Según sea necesario, el secretario convoca reuniones con los altos mandos del Ejército para debatir cuestiones, proporcionar orientación y solicitar asesoramiento. El secretario es miembro de la Junta de Adquisiciones de Defensa.
El secretario del Ejército tiene varias responsabilidades bajo el Código Uniforme de Justicia Militar, incluyendo la autoridad para convocar cortes marciales generales.